# Genius (website)
Genius (vroeger Rap Genius) is een online kennisbank. De website biedt gebruikers de mogelijkheid om liedteksten, nieuwsberichten, belangrijke documenten, poëzie, en andere vormen van tekst van toelichtingen te voorzien. 
De website werd in 2009 gelanceerd onder de naam Rap Genius en richtte zich aanvankelijk op rapmuziek. Sinds 2014 beslaat Genius echter ook andere vormen van media, zoals popmuziek, literatuur en rhythm-and-blues, en bestaat de mogelijkheid om aantekeningen in andere websites in te sluiten. Datzelfde jaar werd tevens een mobiele app voor de iPhone uitgebracht. De naam werd in juli 2014 veranderd naar Genius, om deze meer in lijn te brengen met de nieuwe doelstellingen. Een Android-versie werd uitgebracht in augustus 2015.

## Geverifieerde accounts
Genius biedt geverifieerde accounts aan bekende artiesten waar ze aantekeningen maken en hun eigen teksten corrigeren. Dergelijke aantekeningen worden groen weergegeven, in plaats van het gebruikelijke geel. Rapper Nas was de eerste rapper om een geverifieerd Rap Genius-account te krijgen, waar hij zijn eigen teksten heeft geannoteerd en commentaar geeft op de teksten van andere rappers die hij bewondert. De RZA, GZA, Ghostface Killah en Raekwon, leden van de Amerikaanse hip-hopgroep Wu-Tang Clan, hebben ook geverifieerde accounts op Genius.